# Rhizocarpon copelandii
Rhizocarpon copelandii är en lavart som först beskrevs av Gustav Wilhelm Körber, och fick sitt nu gällande namn av Theodor 'Thore' Magnus Fries. Rhizocarpon copelandii ingår i släktet Rhizocarpon, och familjen Rhizocarpaceae. Arten är reproducerande i Sverige.